# Copa atribuida a Macrón
La copa atribuida al pintor Macrón que se conserva en el Museo Saint-Raymond de Toulouse es un vaso de figuras rojas de la Antigua Grecia que ilustra el tema festivo de los simposios.

## Historia de la obra
Se cree que la copa atribuida a Macrón data del 480-470 a. C. y fue realizada por el alfarero Hierón y decorada por Macrón, un pintor ático activo en el primer cuarto del siglo a. C. a finales del período arcaico de la cerámica de figuras rojas.
De procedencia desconocida, pertenecía a la colección de Giovanni Pietro Campana, adquirida por el Estado en 1862, de la que un grupo de 87 objetos fue depositado en 1863 en el Museo Saint-Raymond. Forma parte de los bienes del Estado transferidos a los Museos de Francia de conformidad con la Orden de 4 de febrero de 200.

## Descripción

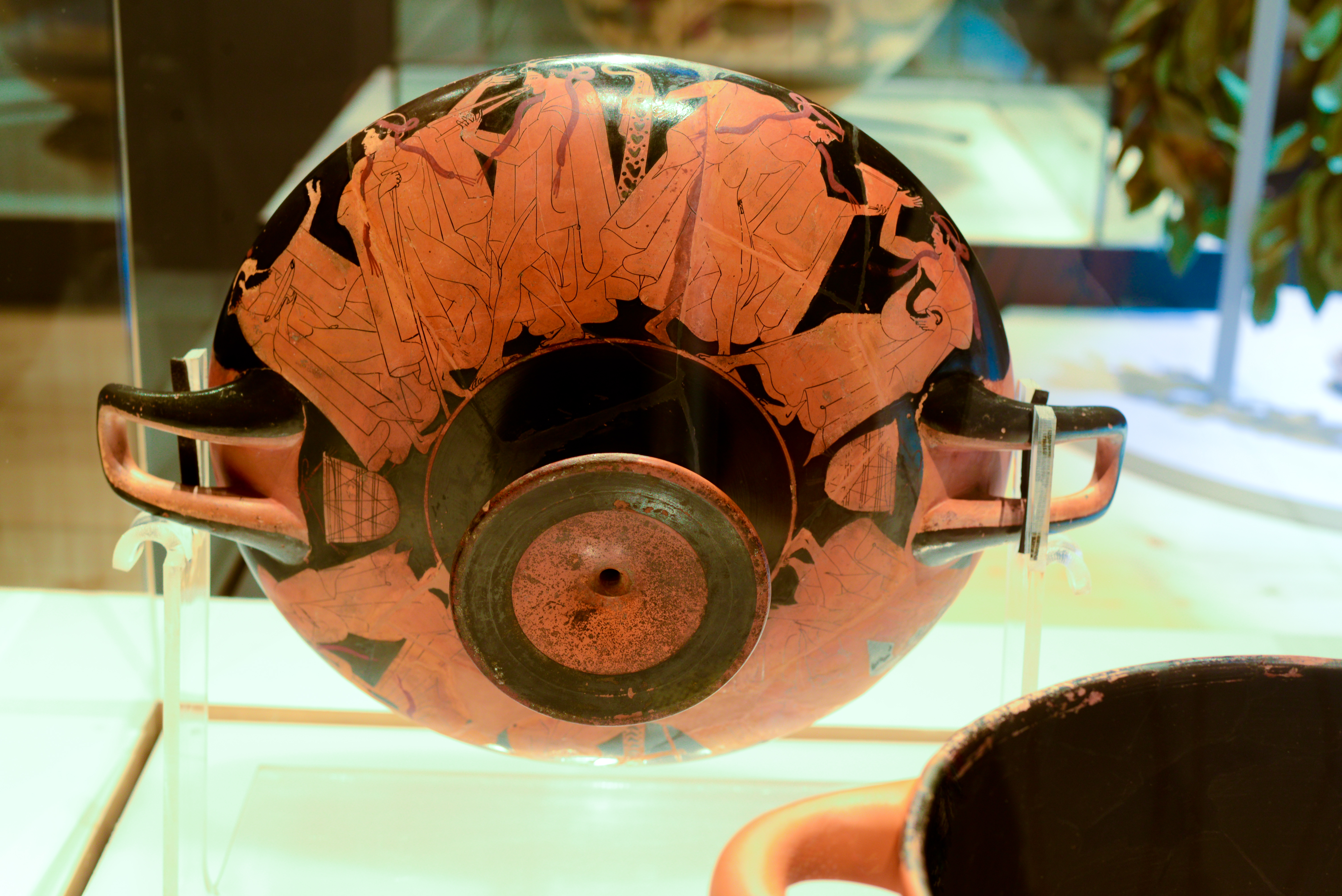
Escena de como.

El copa atribuidoaa Macrón es un copa curvo continuo con un cuenco ancho y poco profundo, el conjunto tiene 9,4 centímetros de altura y 34,8 centímetros de diámetro con asas. Está hecha de terracota pintada en la técnica de figuras rojas con reflejos rojos oscuros y un dibujo de líneas negras.
La decoración exterior representa una escena de como: una procesión de diez hombres que participan en un banquete, o simposio, son guiados por un hombre mayor (comasta) y acompañados por un tañedor de aulós. Cada invitado representado en movimiento lleva un vaso de servicio de vino: copa, esquifo o kéras. Están vestidos con himationes abiertos que revelan su anatomía. Sus cabezas están ceñidas con una tira según la costumbre para limitar los efectos del fuego dionisíaco.
«Su frente estaba vendada, para asegurar los dolores de cabeza causados por el exceso de vino».
En el interior, el medallón central ilustra una escena de seducción pederástica, un rito de paso en la antigua Grecia durante el cual un adulto transmite a un joven efebo los valores cívicos y aristocráticos. Dos personajes se enfrentan: el erastés, cuyo himation se abre como signo de seducción, y el erómeno, más pequeño y envuelto en su ropa.
El tratamiento de los pliegues y cortinas del friso exterior permite atribuir la copa al pintor Macrón.

## Contexto
Este tipo de vasos para beber se usaban en los simposios, en la segunda parte del banquete después de la comida, cuando los invitados compartían el vino, según prácticas altamente ritualizadas.

## Restauraciones

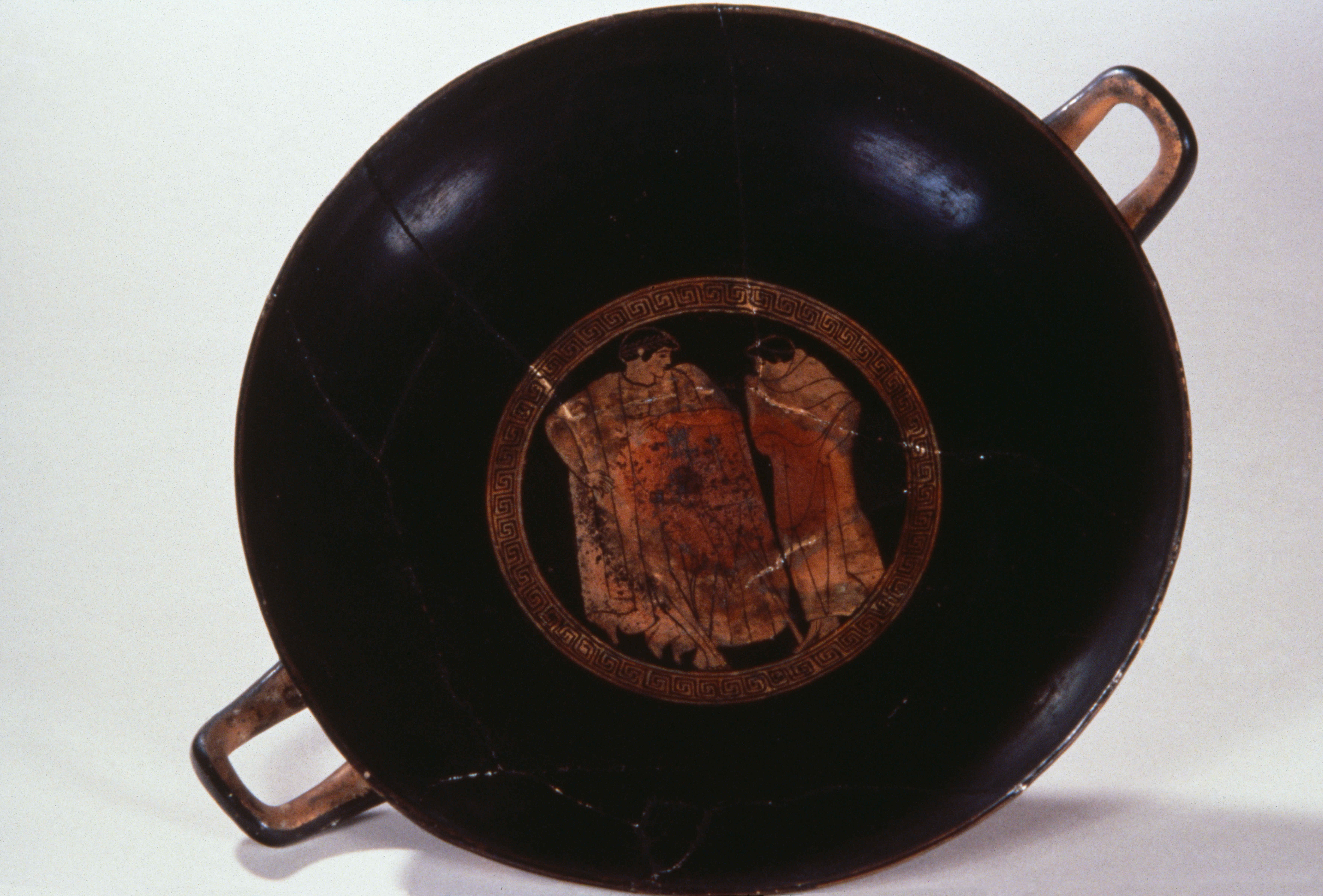
La copa antes de la restauración de 1992.

En el siglo XIX era una práctica común restaurar vasos integrando piezas de otras cerámicas y cubriendo las roturas con repintados.
Los trabajos de restauración emprendidos en este vaso en 1992 llevaron al descubrimiento, durante el desmantelamiento y la limpieza, de que los repintados enmascaraban la presencia de un fragmento que no pertenecía a él. El fragmento original, que representa un flautista situado encima del asa izquierda, fue encontrado en la colección del museo del Louvre y ensamblado en la copa que supone su depósito en el museo de Saint-Raymond. Por otra parte, el fragmento extraído del vaso y atribuido al Pintor de Stieglitz, pudo encontrar su copa original guardada en el Louvre.
Aunque la restauración completa del vaso le ha devuelto su aspecto original y ha mejorado su legibilidad iconográfica, no ha podido explicar las alteraciones del barniz negro ni la presencia del rastro rojo oscuro en el medallón central.